# Dendrolycosa
Dendrolycosa is een geslacht van spinnen uit de  familie van de kraamwebspinnen (Pisauridae).

## Soorten
- Dendrolycosa cruciata (Roewer, 1955)
- Dendrolycosa fusca Doleschall, 1859
- Dendrolycosa gracilis Thorell, 1891
- Dendrolycosa icadia (L. Koch, 1876)
- Dendrolycosa lepida (Thorell, 1890)
- Dendrolycosa robusta (Thorell, 1895)
- Dendrolycosa stauntoni Pocock, 1900